# 21 Jump Street (película)
21 Jump Street (titulada Infiltrados en clase en España, y Comando especial en Hispanoamérica) es una película estadounidense de 2012 de comedia de acción criminal protagonizada por Jonah Hill y Channing Tatum, escrita por Hill y Michael Bacall y dirigida por Phil Lord y Chris Miller. Está basada en la serie de televisión homónima de 1987 creada por Stephen J. Cannell y Patrick Hasburgh.

## Sinopsis
Schmidt (Jonah Hill) y Jenko (Channing Tatum) son una pareja de policías recién graduados que trabajan en la labor de policías de parque y que al intentar atrapar a unos traficantes de drogas y no decirles sus derechos Miranda tienen que dejarlos ir, por lo que su jefe los manda de encubiertos a una escuela para que encuentren a la persona que vende drogas en ella. Schmidt y Jenko cambian sus nombres por los de Doug (Schmidt) y Brad (Jenko) McQuaid. Cuando llegan a la escuela hay un cambio en sus horarios y Doug va a las clases de teatro de Brad y Brad a las de química de Doug. Doug se vuelve popular y entabla amistad con Erick (Dave Franco), uno de los distribuidores de drogas y con su novia Molly (Brie Larson), mientras Brad se hace amigo de los nerds de química.  El par de amigos organiza una fiesta en su casa a la que acuden muchas personas, entre los que destacan el grupo de Erick y los amigos de Brad. En el evento, Brad coge el celular de Erick y lo configura para que pueda escuchar todo lo que este último hable. Para su mala suerte llegan los padres de Schmidt y hacen que todos salgan corriendo de la fiesta. Doug se gana la confianza de Erick y este le pide que lo ayude a distribuir la droga.
Brad escucha una llamada que hizo Erick con unas personas extrañas y le dice a Doug que lo acompañe. Cuando Brad y Doug llegan al lugar, ven a los mismos traficantes del parque y en un intento de seguirlos son descubiertos, por lo tanto intentan escapar pero terminan haciendo una persecución por toda la ciudad. Luego, Doug llega tarde a la obra de teatro de la escuela y hace que se pelee con Brad. Después de la pelea el director expulsa a ambos de la escuela, y al mismo tiempo son despedidos de su trabajo como policías, terminando su amistad.
Al otro día es el baile de la escuela y Erick le pide a ambos que lo acompañen para entregar la droga a los máximos compradores. Cuando llegan al lugar se enteran de que el maestro Walters (Rob Riggle) era el que creaba la droga. Después llegan los traficantes, los descubren y empieza una nueva persecución, primero en el hotel donde Erick y el maestro Walters logran escapar seguidos por los traficantes y luego Brad y Doug los siguen, ya fuera todos empiezan una persecución en limusinas por toda la ciudad. Durante la misma, Brad elabora una mezcla química, la lanza y cae en la limusina de los traficantes, logrando que esta explote. Después el maestro Walters le dispara a Brad. Doug toma coraje y le dispara al maestro en su pene. El maestro Walters y Erick son enviados a prisión y Doug consigue un beso de Molly. 
Al día siguiente, Doug y Brad regresan a Jump Street, volviendo a tener sus propios nombres otra vez (Schmidt y Jenko), y ya que a ambos les gusta beber alcohol, fumar yerba y tirarse en cualquier cosa que tenga trasero con jeans, el Capitán Dickson (Ice Cube) los enviará a un lugar donde todo eso será permitido. Jenko piensa en Disneyland, pero en realidad los enviarán a la Universidad.

## Reparto
- Jonah Hill como Morton Schmidt/Doug
- Channing Tatum como Greg Jenko/Brad
- Brie Larson como Molly
- Dave Franco como Eric
- Rob Riggle como Sr. Walters
- DeRay Davis como Domingo
- Ice Cube como Cap. Dickson
- Dax Flame como Zack
- Chris Parnell como Sr. Gordon
- Ellie Kemper como Srta. Griggs
- Jake Johnson como Principal Dadier
- Nick Offerman como Deputy Chief Hardy
- Holly Robinson Peete como Oficial Judy Hoffs (cameo)
- Johnny Depp como Oficial Tom Hanson (cameo)
- Peter DeLuise como Oficial Doug Penhall (cameo)
- Johnny Pemberton como Delroy
- Stanley Wong como Roman
- Justin Hires como Juario
- Brett Lapeyrouse como Amir
- Lindsey Broad como Lisa
- Caroline Aaron como Annie Schmidt
- Joe Chrest como David Schmidt
- Geraldine Singer como Phyllis
- Dakota Johnson como Fugazy
- Rye Rye como Jr. Jr.
- Valerie Tian como Burns
- Johnny Simmons como Billiam Willingham
- Chanel Celaya como Melody
- Spencer Boldman como French Samuels

## Producción

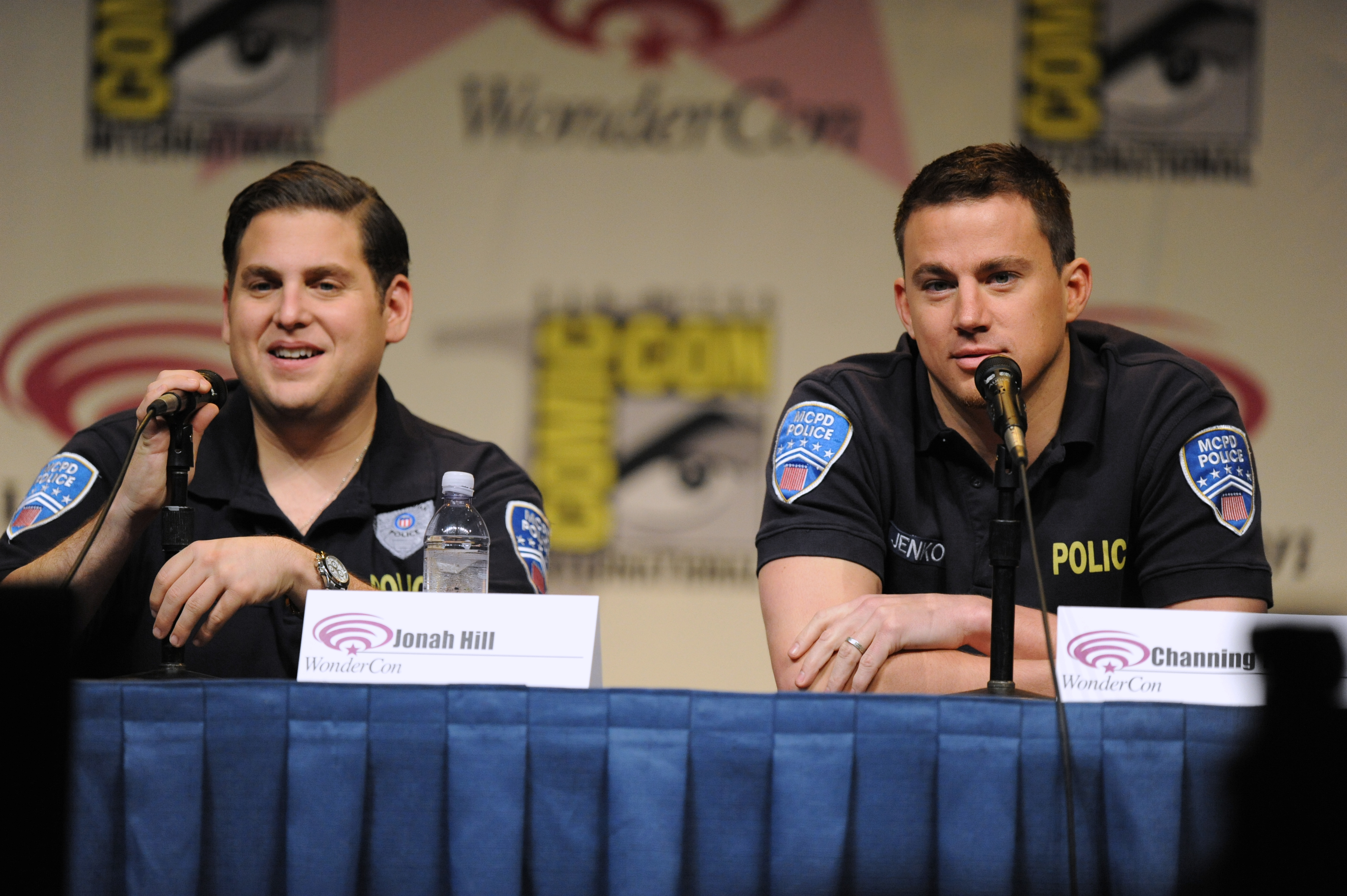
Hill y Tatum promocionan la película en WonderCon 2012 en California

En mayo de 2008, Columbia Pictures confirmó que una versión para el cine de la serie estaba en desarrollo. Jonah Hill reescribió un guion existente del guionista Joe Gazzam y participó como productor ejecutivo de la película, así como también hizo presencia en la protagonización de la misma. Hill dijo que quería que el director de cine de terror Rob Zombie dirigiera la película. En mayo de 2009, Hill describió la adaptación de la película como una «película loca para adultos, del tipo Bad boys junto a John Hughes». El 21 de diciembre de 2009, se anunció que Columbia Pictures estaba en negociaciones con el dúo de directores de Cloudy with a Chance of Meatballs, Phil Lord y Chris Miller, para dirigir la película. La película sigue la misma continuidad que la serie de televisión; Lord dijo: «Todos esos acontecimientos sucedieron en la serie original. Y ahora aquí estamos 20 años después, y estamos viendo que les sucedió a personas diferentes». Sin embargo, la película presenta un tono altamente cómico, partiendo radicalmente del tono más dramático y serio de la serie.

### Rodaje
La película fue rodada en la ciudad de Nueva Orleans, Luisiana y sus alrededores, aunque los directores adoptaron medidas elaboradas para ocultar la ubicación como una ciudad genérica. Reemplazaron las señales distintivas de las calles con señales que utilizan la tipografía Helvética, digitalmente eliminaron las vallas publicitarias de los negocios locales, y evitaron lugares de rodaje con imágenes icónicas de Nueva Orleans. Las imágenes de bebé desnudo del personaje Hill utilizadas en la película eran imágenes reales de Hill cuando era niño.

## Recepción
El estreno de 21 Jump Street tuvo lugar el 12 de marzo de 2012, en el Teatro Paramount en Austin, Texas durante el SXSW. La película se estrenó en una gran cantidad de cines el 16 de marzo de 2012.
Tuvo una recepción favorable por parte de la crítica: una aprobación del 85 % en Rotten Tomatoes y una puntuación de 7,2 en IMDb; la revista Rolling Stone la calificó con 3 estrellas sobre 4 y obtuvo buenas críticas de USA Today y El País

### Taquilla
La película encabezó la taquilla norteamericana con $13.23 millones en su primer día. Durante el fin de semana, la película recaudó $35 millones sacando a El Lórax: en busca de la trúfula perdida del puesto número uno que mantuvo en sus dos primeras semanas.

### Reconocimientos
La película recibió cinco nominaciones a premios en los MTV Movie Awards 2012 incluyendo «Mejor elenco», «Mejor transformación en pantalla» para Depp, «Mejor pelea» para una escena de lucha entre Tatum, Hill y una pandilla de niños de la escuela, «Mejor interpretación desgarradora» para Hill y Riggle, y «Mejor interpretación cómica» para Hill. Ganó a «Mejor música» con la canción Party Rock Anthem del grupo LMFAO.
| Año  | Premio             | Categoría                        | Favorecido(s)                               | Resultado | Ref.   |
| ---- | ------------------ | -------------------------------- | ------------------------------------------- | --------- | ------ |
| 2012 | MTV Movie Awards   | Mejor actuación cómica           | Jonah Hill                                  | Nominado  | [ 19 ] |
| 2012 | MTV Movie Awards   | Mejor elenco                     | 21 Jump Street                              | Nominado  | [ 19 ] |
| 2012 | MTV Movie Awards   | Mejor transformación en pantalla | Johnny Depp                                 | Nominado  | [ 19 ] |
| 2012 | MTV Movie Awards   | Mejor pelea                      | Channing Tatum y Jonah Hill contra Kid Gang | Nominado  | [ 19 ] |
| 2012 | MTV Movie Awards   | Mejor actuación desgarradora     | Jonah Hill y Rob Riggle                     | Nominado  | [ 19 ] |
| 2012 | MTV Movie Awards   | Mejor canción                    | Party Rock Anthem por LMFAO                 | Ganó      | [ 19 ] |
| 2012 | Teen Choice Awards | Choice Movie: Actor              | Jonah Hill                                  | Nominado  | [ 20 ] |
| 2012 | Teen Choice Awards | Choice Movie: Comedia            | 21 Jump Street                              | Ganó      | [ 20 ] |
| 2012 | Teen Choice Awards | Choice Movie: Actor              | Channing Tatum                              | Ganó      | [ 20 ] |

## Medios de difusión
21 Jump Street se lanzó en DVD y BluRay en Canadá y los Estados Unidos el 26 de junio de 2012, y en el Reino Unido el 9 de julio de ese mismo año.

## Secuela
El 17 de marzo de 2012, Sony Pictures anunció que iba a producir una secuela de la película con el título tentativo de 21 Jump Street: the Second Jump, y el 23 de junio de 2014 se estrenó la secuela 22 Jump Street producida por Neal H. Moritz.